# Soczewka Huchry
Soczewka Huchry (ZW 2237+030, QSO 2237+0305 G, PGC 69457) – galaktyka spiralna odległa od Ziemi o około 500 milionów lat świetlnych (przesunięcie ku czerwieni z=0,0394) i leżąca bezpośrednio pomiędzy Ziemią a kwazarem Q2237+030, tworząc przy tym dzięki zjawisku soczewkowania grawitacyjnego zwielokrotniony obraz tego kwazara, znany jako „Krzyż Einsteina”. 
Galaktyka została odkryta w 1985 przez amerykańskiego astronoma Johna Huchrę i została na jego cześć nazwana jego nazwiskiem.